# Obdulio Varela
Obdulio Jacinto Muiños Varela (20. září 1917, Montevideo – 2. srpna 1996) byl uruguayský fotbalista. Hrával na pozici záložníka.
S uruguayskou fotbalovou reprezentací vyhrál mistrovství světa 1950. FIFA ho později zařadila do all-stars týmu tohoto turnaje. Hrál i na světovém šampionátu roku 1954, kde Uruguayci skončili čtvrtí. Roku 1942 vyhrál mistrovství Jižní Ameriky. Za národní tým odehrál 45 utkání a vstřelil v nich 9 gólů.
S Peñarolem Montevideo se stal šestkrát mistrem Uruguaye (1944, 1945, 1949, 1951, 1953, 1954).
Časopis Placar ho vyhlásil 47. nejlepším fotbalistou 20. století.